# جوس تشابيرت
جوس تشابيرت هو محامي وسياسي بلجيكي، ولد في 16 مارس 1933 في إيتربيك في بلجيكا، وتوفي في 9 أبريل 2014 في بروكسل في بلجيكا بسبب مرض. نشط حزبياً في الحزب الديمقراطي المسيحي الفلمنكي. وقد انتخب عضو مجلس الشيوخ البلجيكي ‏ وانتخب عضو البرلمان الفلمنكي ‏.